# مايرون جولدسميث
مايرون جولدسميث (بالإنجليزية: Myron Goldsmith)‏ هو مهندس معماري أمريكي، ولد في 1918 في نيويورك في الولايات المتحدة، وتوفي في 1996 في شيكاغو في الولايات المتحدة.

## معرض صور

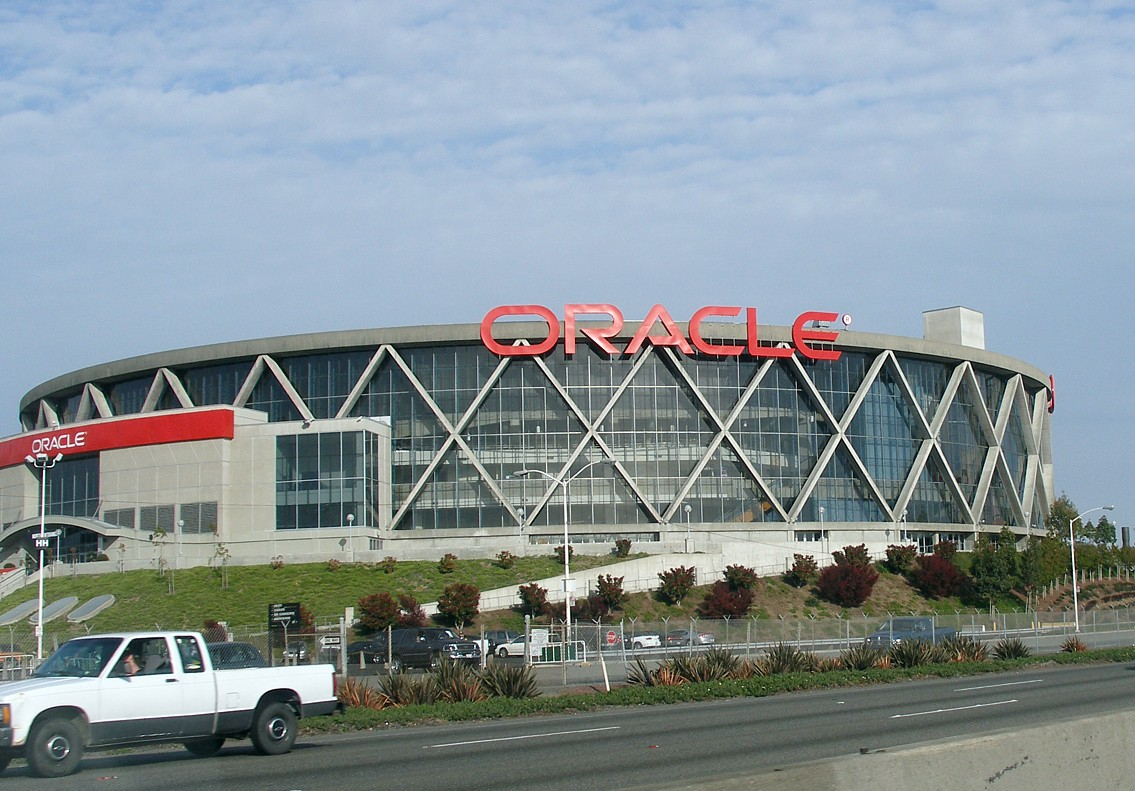
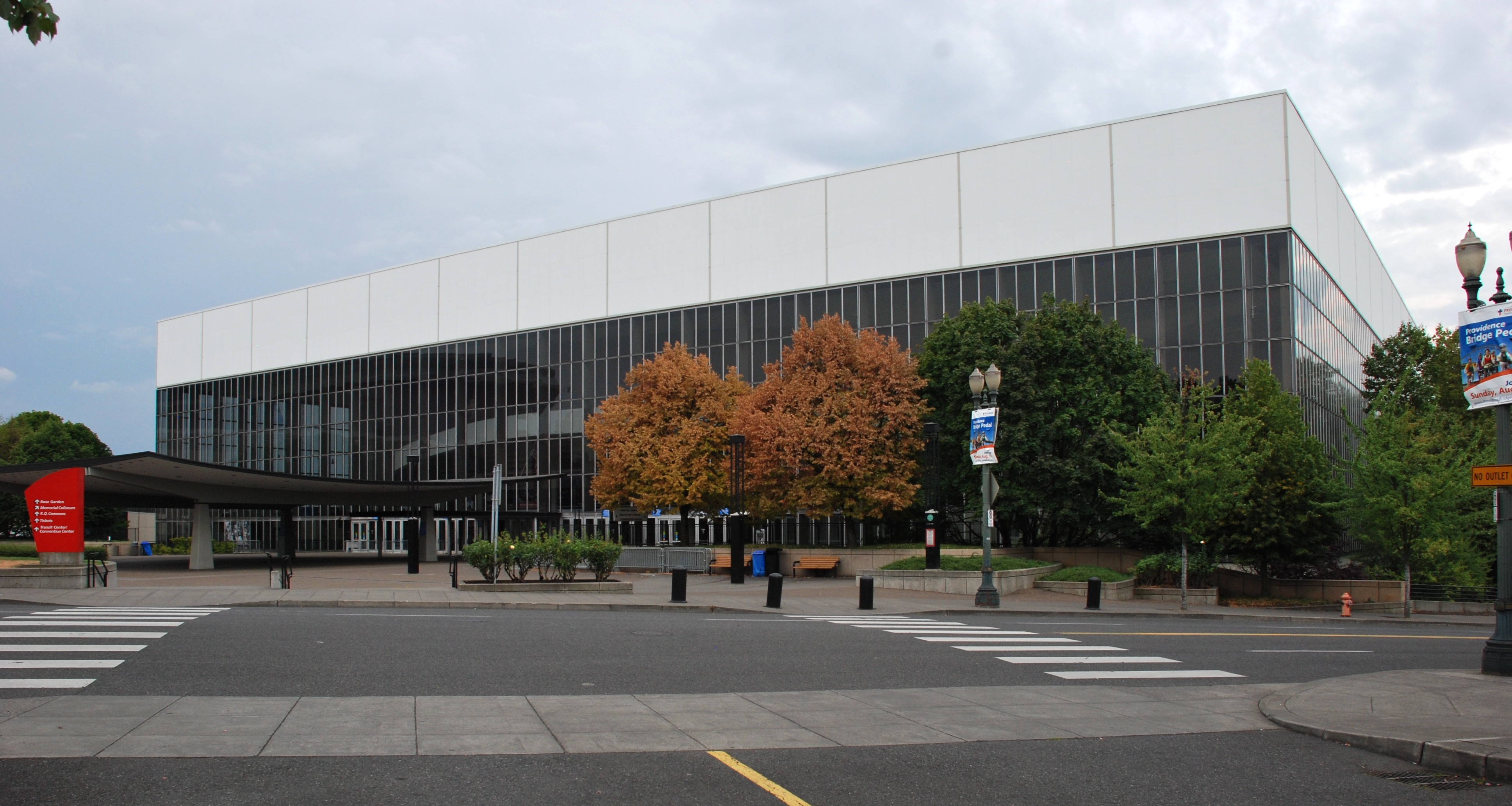
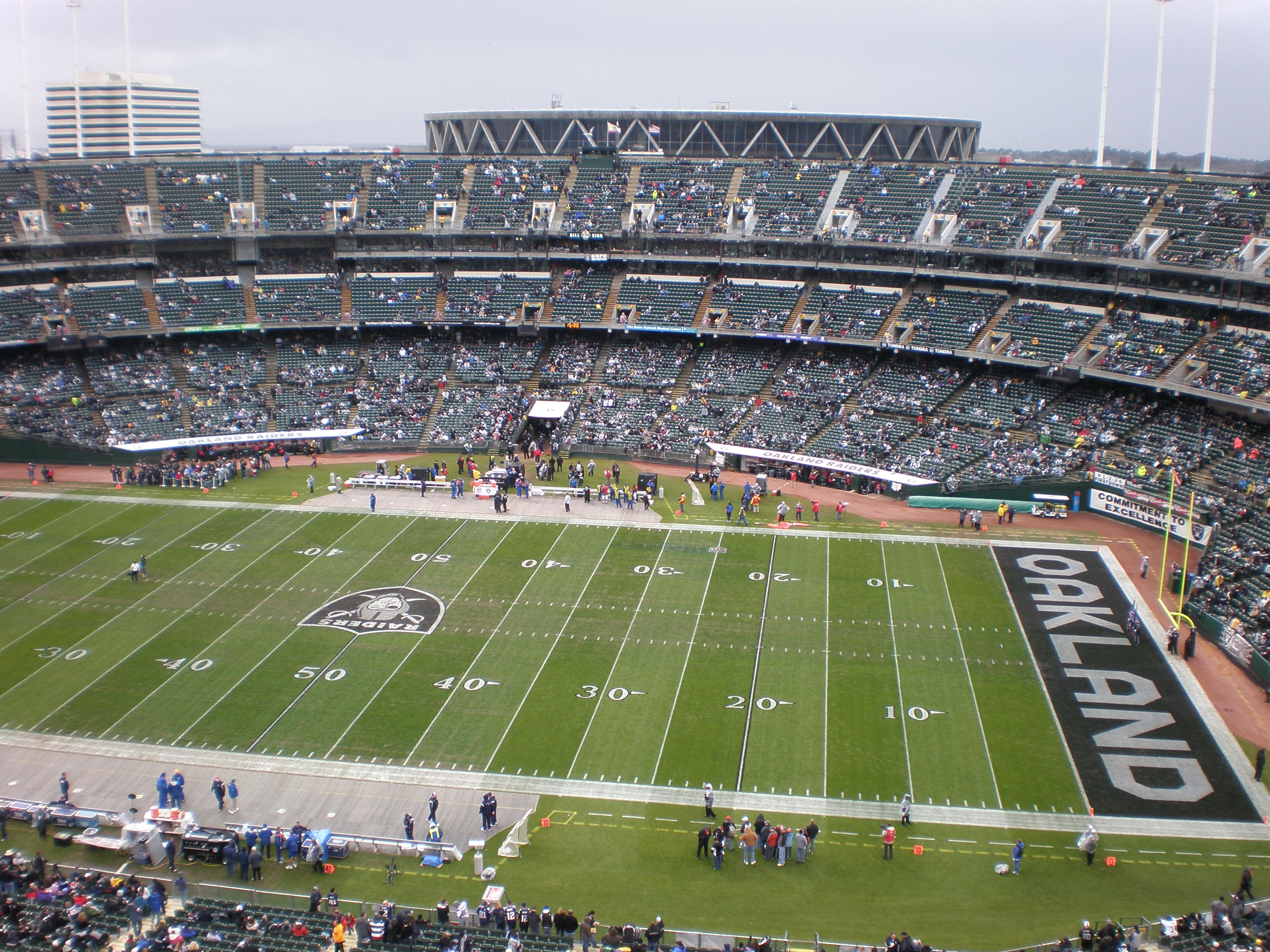